# سأم
السأم أو المَلل شعور ينتاب المرء عندما لا يوجد ما يستأثر باهتمامه، وقد يسببه شعور المرء بأنه محاصر، وكأنما قد عزل في زنزانة انفرادية، أو قد كلف بعمل روتيني، وقد ينشأ عن كف داخلي. ويقول «فينخل» إن السأم العصابي حالة من التوتر يفتقد فيها المرء الهدف الغريزي، ومن ثم يسعى إلى موضوع، لا ليستعمله في إشباع دوافعه الغريزية، ولكن طلبا لمساعدته على أن يعثر له على الهدف الغريزي الذي ينقصه. هو يعرف أنه يريد شيئا، ولكنه لا يعرف كنهه، ومن ثم ينتابه القلق ويعتوره الغضب. والغضب والقلق مرادفان للسأم، وهو ما يميز السأم عن اللامبالاة، لأن اللامبالاة لا تعرف القلق أو الغضب.

## الأسباب والتأثيرات
بالرغم من عدم دراسته بشكل موسع، باحثي الملل أو السأم يتوقعون أن السأم عامل رئيسي يؤثر على حياة الفرد في مجالات متعددة. وقد أكد المشاركين الذين تعرضوا لملل أقل بأنهم تحصلوا على أداء أفضل بشكل كبير في جوانب حياتهم بما في ذلك : المهنة، والتعليم، والأعمال الحرة. والملل ربما يكون علامة لمرض الاكتئاب، وربما يكون شكلاً من أشكال العجز المكتسب، فهذه الظاهرة ترتبط ارتباطًا قويًا بالاكتئاب. بعض الفلسفات في تربية الأب والأم تتسبب في الملل، فهي تجعل الطفل في بيئة خالية من أي مؤثرات، ولا يسمح لهم على التفاعل مع بيئتهم، مما يجعل الطفل يفشل في تطوير إمكانياته العقلية.